# Conference on Disarmament
Die englisch UN Conference on Disarmament (UNCD) ‚Genfer Abrüstungskonferenz‘ (kurz auch englisch Conference on Disarmament (CD) ‚Abrüstungskonferenz‘) ist ein multilaterales Forum für internationale Verhandlungen über Rüstungskontrolle und Abrüstung.
Das mit den Vereinten Nationen (VN) organisatorisch und auch thematisch eng verbundenes Gremium ist formell unabhängig. Der Generaldirektor des UN-Büros in Genf (UNOG) ist zugleich Generalsekretär der Abrüstungskonferenz als Repräsentant des Generalsekretärs der Vereinten Nationen.
Diese UNCD ist nicht zu verwechseln mit der Genfer Abrüstungskonferenz des Völkerbunds (1932–1934) und den bilateralen Genfer Rüstungskontrollverhandlungen zwischen der ehemaligen Sowjetunion und den USA ab 1985.

## Entstehung und Chronologie
Entstanden ist die Konferenz aus einer Vereinbarung zwischen den USA und der Sowjetunion im Jahr 1962, die zunächst 18 Mitglieder vorsah und als englisch Eighteen Nation Disarmament Committee (ENDC) ‚18-Nationen-Komitee für Abrüstung‘ bezeichnet wurde. Dieses Komitee war bis 1968 tätig. 
Danach folgte die Umbenennung in englisch Conference of the Committee on Disarmament (CCD) ‚Konferenz des Komitees für Abrüstung‘, das bis 1978 bestand. 
Der größte Teil der in den 1960er und 1970er Jahren erreichten weltweiten Rüstungskontroll- und Abrüstungsabkommen wurden auf der CCD weiterverhandelt. 
Ab 1975 wurden auch die Bundesrepublik Deutschland (BRD) und die Deutsche Demokratische Republik (DDR) Mitglied der Abrüstungskonferenz. Nach dem Abschluss des Umweltkriegsübereinkommens vom 18. Mai 1977 konnte die Konferenz kein konkretes Verhandlungsergebnis mehr erzielen. 
Die Konferenz wurde daher im Jahr 1979 neu strukturiert und auf 40 Mitglieder erweitert und in englisch Conference on Disarmament (CD) ‚Abrüstungskonferenz‘ umbenannt.

## Inhalte und Ziele
Verhandlungsgegenstände waren zur Zeit des Kalten Kriegs, die Verhütung eines Atomkriegs, das weltweite Verbot von chemischen Waffen, das Verbot von Atombombentests, das Verbot von radiologischen Waffen, die Aufrüstung im Weltraum, sowie umfassende Abrüstungsprogramme.
Seit dem Verbot der chemischen Waffen, gestartet 1992 in der UNCD und 1997 erfolgreich abgeschlossen, gab es keine großen Erfolge mehr. 

## Mitglieder

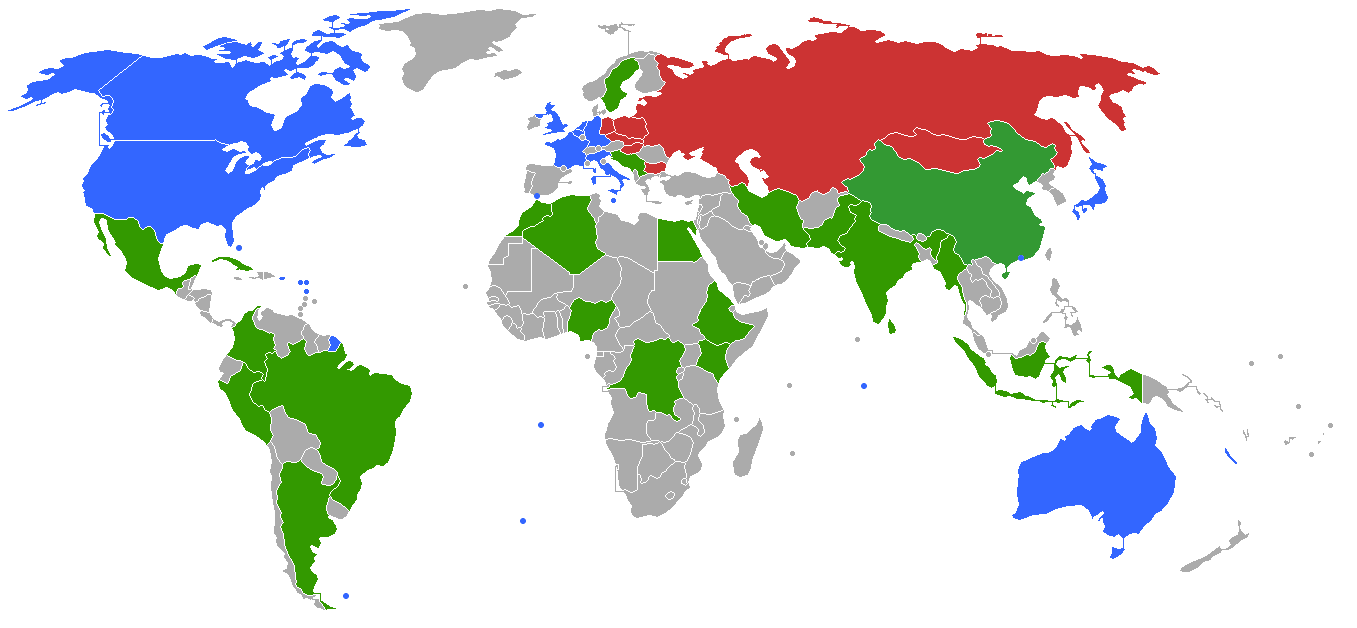
Mitgliedsstaaten der Genfer Abrüstungskonferenz 1981

Zur CD zählten die folgenden Mitglieder der:
- Östlichen Gruppe: (8)
  - Bulgarien, CSSR, DDR, Mongolei, Polen, Rumänien, Sowjetunion und Ungarn
- Westlichen Gruppe: (10)
  - Australien, Belgien, Frankreich, Kanada, Bundesrepublik Deutschland, Großbritannien, Italien, Japan, Niederlande und die USA
- N + N Gruppe (22 Neutrale und Nichtgebundene)
  - als informelle Gruppe 21: Ägypten, Argentinien, Algerien, Äthiopien, Brasilien, Birma, Kuba, Indien, Indonesien, Iran, Jugoslawien, Kenia, Marokko, Mexiko, Nigeria, Pakistan, Peru, Schweden, Sri Lanka, Venezuela und Zaire sowie außerhalb der Gruppe 21 die Volksrepublik China.

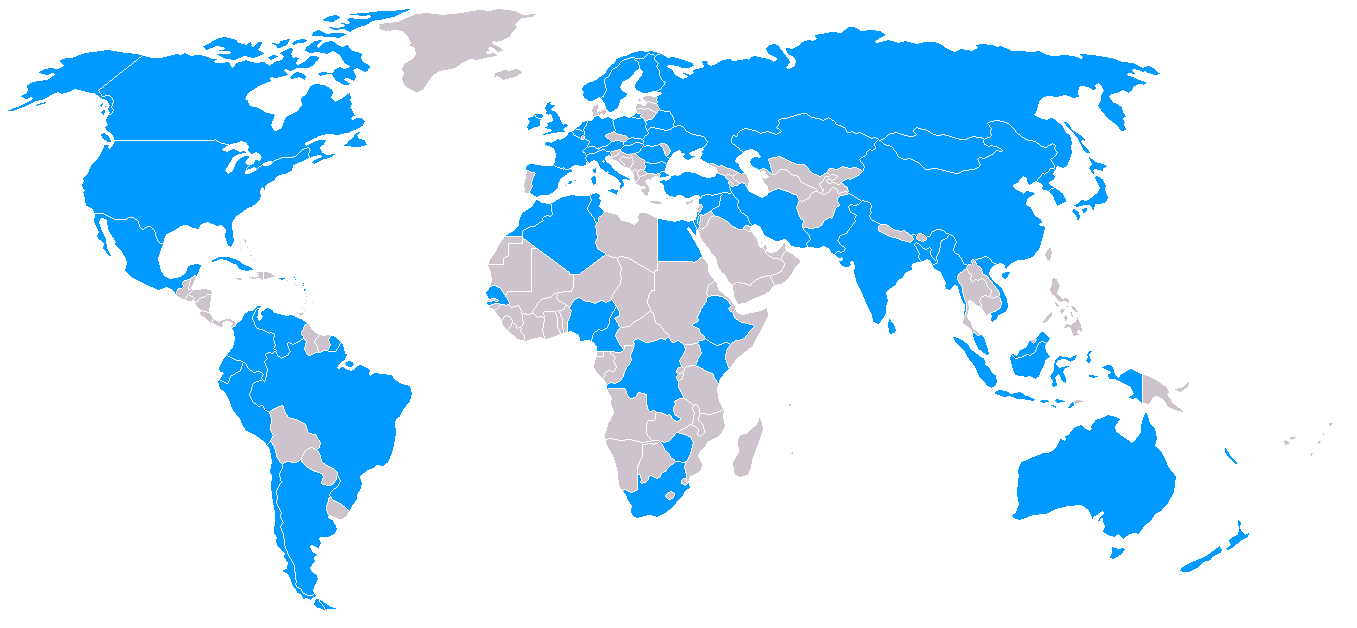
Mitgliedsstaaten der Genfer Abrüstungskonferenz 2007

Seit 2003 nehmen an den jährlichen Sitzungen 65 Staatsdelegationen teil (Stand Mai 2019). Diese Sitzungen beginnen jeweils im Januar eines neuen Jahres und enden im September desselben Jahres mit einer Abschluss-Session.

## Kontroversen
Nach Ansicht von Menschenrechtsorganisationen sollten wichtige Mitgliedstaaten die für das Jahr 2018 anstehenden Sitzungen boykottieren. Grund dafür ist, dass Syrien für vier Wochen den Vorsitz übernahm. Das Land wurde für Kriegsverbrechen verantwortlich gemacht.